# Calanda (Gebirgsmassiv)

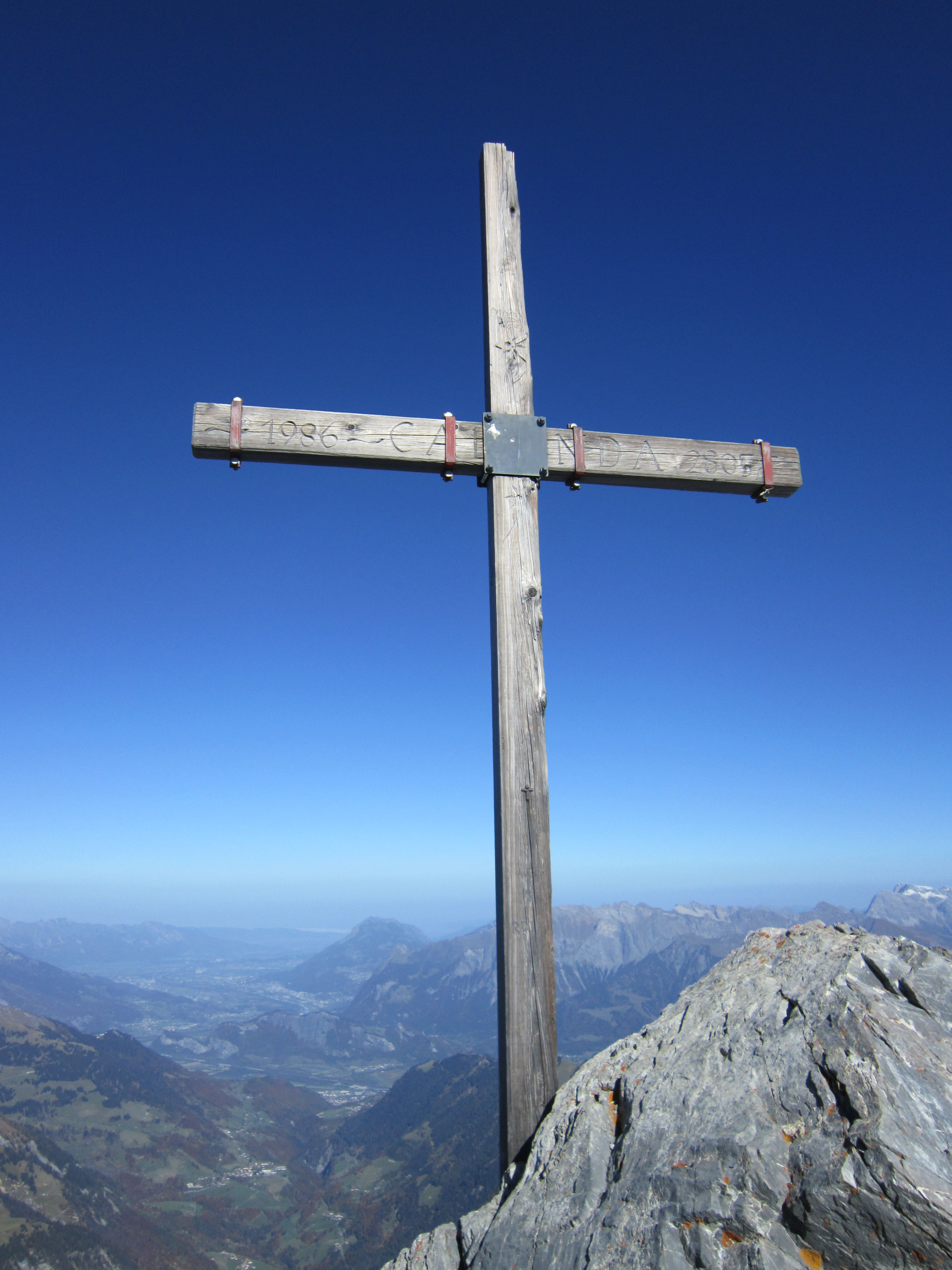
Grosses Gipfelkreuz auf dem Haldensteiner Calanda

Der Calanda ⓘ ist ein Gebirgsmassiv in der Schweiz. Es liegt im nördlichen Teil des Kantons Graubünden bzw. südlichen von St. Gallen und nordwestlich von Chur. Sein höchster Gipfel ist mit 2804 m ü. M. der Haldensteiner Calanda.
Das Massiv gehört zu den nördlichen Kalkalpen und bildet den östlichsten Abschluss der Glarner Alpen. Die Calandakette ist mit der Gruppe Graue Hörner (Pizol), Kette Sazmartinhorn, Sardonamassiv und des Ringelgebirges Teil des Taminagebirges. Der Gebirgsstock des Calanda ist eine im Südosten durch das Churer Rheintal, im Nordwesten durch das Taminatal begrenzte Bergkette und nur durch den 1358 m hohen Kunkelspass vom Ringelgebirge getrennt.

## Geographie und Natur
Der Bergkamm des Calanda setzt sich aus einer Reihe von Gipfeln zusammen und erstreckt sich von Südwesten nach Nordosten. Den südwestlichen Eckpunkt bildet der Taminser Calanda (2389 m ü. M.), dann folgen der Felsberger Calanda (2695 m ü. M.), der Haldensteiner Calanda, mit 2804 m ü. M. die höchste Erhebung der Gruppe, und zuletzt der Berger Calanda (2270 m ü. M.). Ab hier verläuft der Grat stetig absteigend über Zweienkopf, Chimmispitz und Pizalun und erreicht schliesslich südlich von Bad Ragaz den Talboden. Über den zentralen Kamm des Calanda verläuft die Kantonsgrenze zwischen Graubünden und Sankt Gallen. Nach Norden fällt der Calanda mit markanten Felswänden gegen das Taminatal sehr steil ab, während zum Rheintal hin das Terrain zumindest im oberen Teil flacher ist. Hier erstrecken sich ausgedehnte Alpen mit Bergweiden, die nach den jeweiligen Gemeinden am Süd- und Ostfuss des Massivs benannt sind, so etwa das Taminser Älpli, das Felsberger Älpli, die Haldensteiner Alp und die Vazer Alp.
Die Vegetation am sonnenexponierten Süd- und Südosthang hat sich an die Trockenheit angepasst und weist zum Teil mediterrane Züge auf.
Am Calanda lebt seit 2012 das erste Wolfsrudel der Schweiz seit der Wiedereinwanderung von Wölfen aus Italien.

## Geologie

Historisches Luftbild von Werner Friedli (1957)

Geologisch gehört der Calanda zu den Helvetischen Decken, welche in diesem Gebiet hauptsächlich aus mesozoischen Sedimenten, nämlich aus Malm- und Kreidekalk bestehen. Am Südhang des Felsberger Calanda wurden im 19. Jahrhundert kleine Mengen von Gold gewonnen.
Der Name Calanda leitet sich vom lateinischen calare her, das herablassen bedeutet. Calanda ist also „der Herablassende“, was auf die zahlreichen Rüfen und Rutschungen bis auf die Talsohle des Rheintals hinunter schon in früheren Zeiten hinweist. Auch in neuerer Zeit ereignen sich immer wieder Felsstürze, derjenige von 1843 bedrohte das Dorf Felsberg und führte dazu, dass die Siedlung Neudorf weiter vom Hangfuss entfernt angelegt wurde. Die letzten grösseren Felsstürze fanden 2001 und 2002 statt.
Ende des 20. Jahrhunderts geriet das Calandamassiv in heftige Diskussionen; es war geplant, in unterirdischen Kavernen Erdöl-Lagerstätten für Krisenzeiten anzulegen. Gefährdet fühlten sich Menschen bis weit in den süddeutschen Raum hinein, da der nahe am Fuss des Berges vorbeifliessende Alpenrhein in den Bodensee mündet, der als Trinkwasserspeicher mittels Pipeline zur Sicherung der Wasserversorgung von Stuttgart beiträgt. Von porösem Stein und Erdbebengefahr in der Region war die Rede. Die Planer halten das Vorhaben dagegen für weitgehend sicher, nicht zuletzt wegen der immensen Stärke der Felswände.
Am Fuss des Felsberger Calandas lag das Bergwerk Goldene Sonne.

## Waldbrand von 1943
Schiessübungen einer Rekrutenschule für schwere Infanteriewaffen der Schweizer Armee führten am 20. August 1943 an den bewaldeten Hängen des Calanda zum mutmasslich grössten Waldbrand in der Schweizer Geschichte. Rund 477 Hektare Wald fielen dem Feuer zum Opfer. Die Löscharbeiten dauerten mehrere Tage.

## Erschliessung und Routen zu den Gipfeln
Auf einer Terrasse auf 2074 m ü. M. liegt hoch über Chur die Calandahütte des Schweizer Alpen-Clubs SAC. Sie ist Ausgangspunkt für die Bergwanderung auf den Haldensteiner Calanda. Für Mountain-Biker ist die Calandahütte gut erreichbar und ein attraktives Ziel.

### Taminser Calanda

#### Von Kunkelspass, über das Taminser Älpli

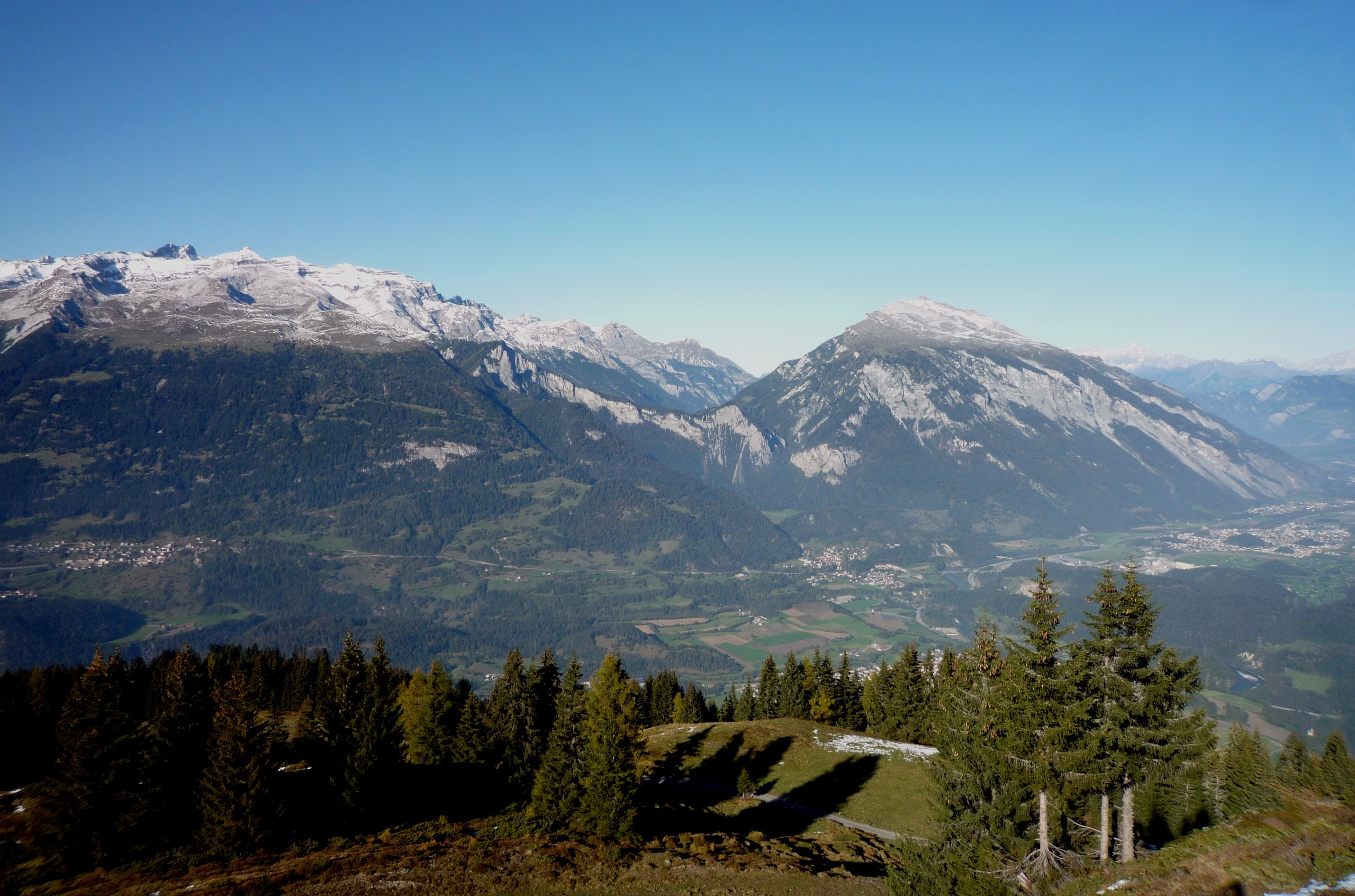
Der Calanda über Tamins und Felsberg hinweg gesehen. Zu sehen sind der Kunkelspass, das Taminser Älpli, Taminser Calanda, Felsberger Älpli, Felsberger Calanda

- Ausgangspunkt: Kunkelspass (1357 m)
- Via: Taminser Älpli
- Schwierigkeit: B
- Zeitaufwand: 2½ Stunden

#### Von Caschleira, durch die Nordwestflanke
- Ausgangspunkt: Caschleira (1056 m)
- Schwierigkeit: BG
- Zeitaufwand: 4 Stunden
- Bemerkung: Ungebräuchlich

#### Vom Felsberger Calanda, über den Nordostgrat

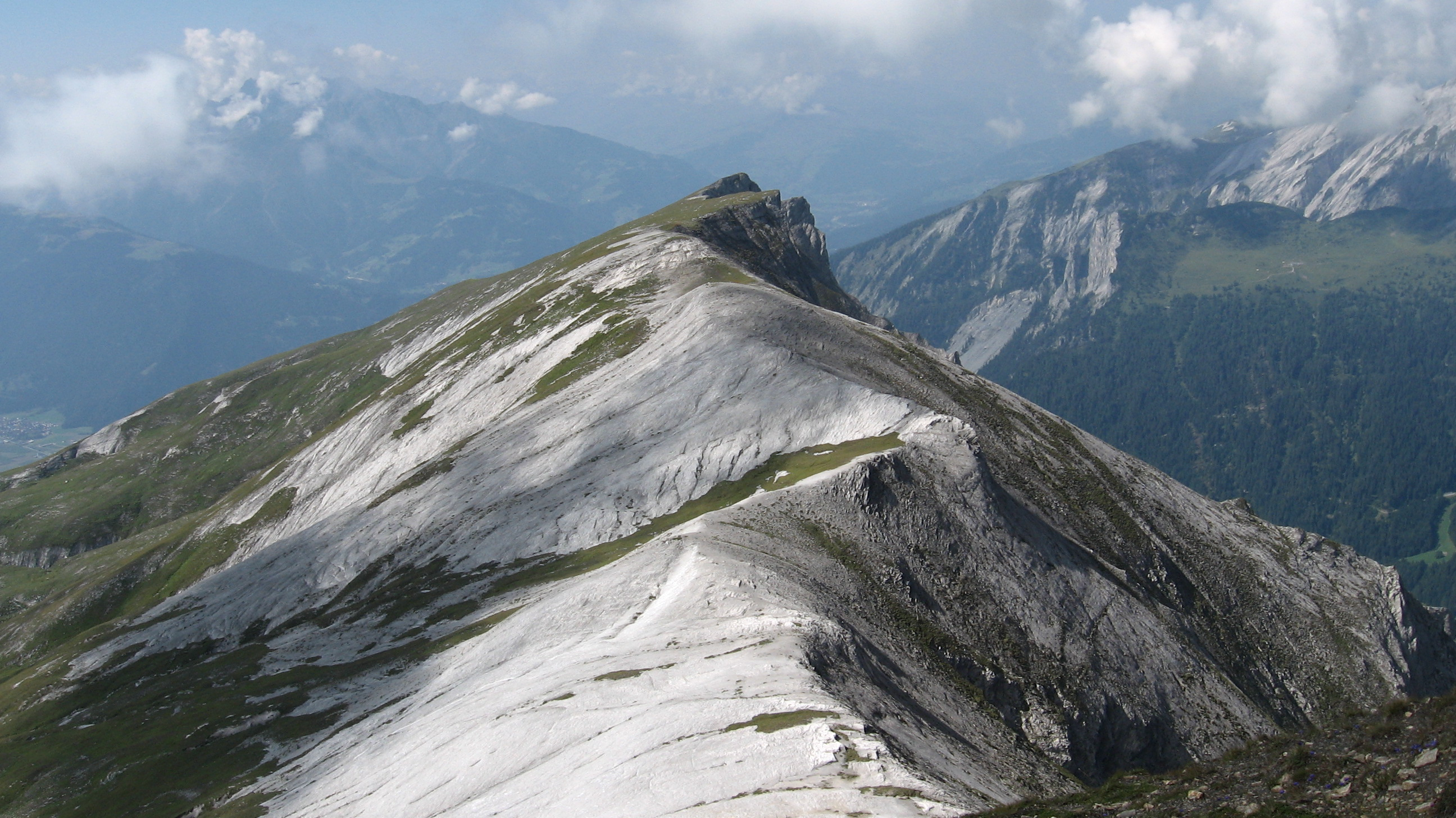
Auf dem Weg vom Felsberger Calanda zum Taminser Calanda

- Ausgangspunkt: Felsberger Calanda (2697 m)
- Schwierigkeit: L
- Zeitaufwand: 1 Stunde

#### Von Felsberg, über das Felsberger Älpli

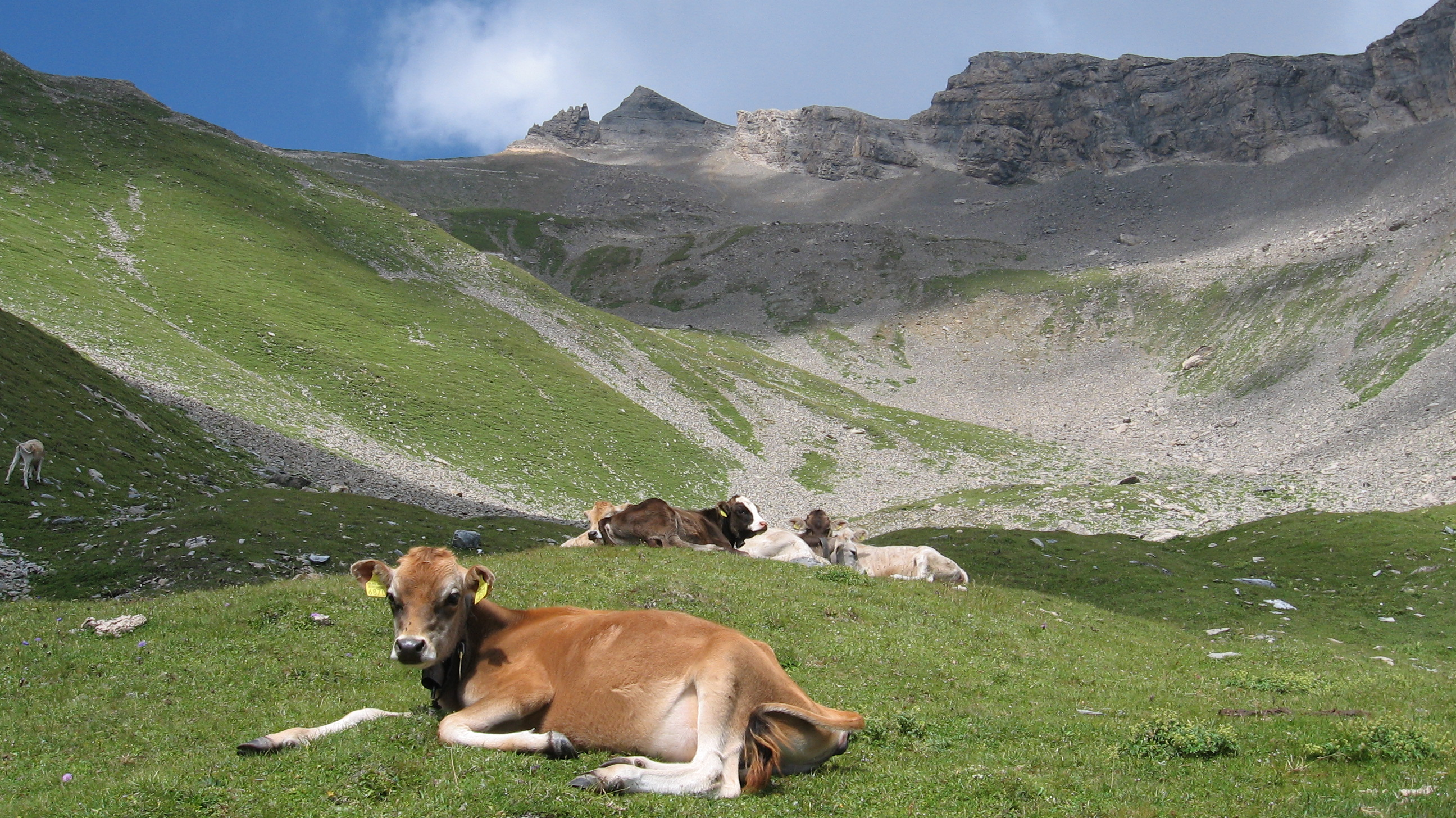
Felsberger Calanda vom Felsberger Älpli gesehen.

- Ausgangspunkt: Felsberg (572 m)
- Via: Felsberger Älpli
- Schwierigkeit: EB
- Zeitaufwand: 4¾ Stunden

### Felsberger Calanda

#### Über Tüfels Chilchli und Nordostgrat
- Ausgangspunkt: Calandahütte (2073 m) oder Vättis (940 m)
- Schwierigkeit: L
- Zeitaufwand: 3 Stunden von der Calandahütte oder 4¾ Stunden von Vättis

#### Durch die Ostflanke
- Ausgangspunkt: Calandahütte (2073 m)
- Schwierigkeit: L
- Zeitaufwand: 2¼ Stunden

#### Über die Südseite
- Ausgangspunkt: Calandahütte (2073 m)
- Schwierigkeit: L
- Zeitaufwand: 2½ Stunden

#### Von Felsberg, über das Felsberger Älpli
- Ausgangspunkt: Felsberg (572 m)
- Schwierigkeit: L
- Zeitaufwand: 5½ Stunden

#### Vom Taminser Calanda, über den Südgrat
- Ausgangspunkt: Taminser Calanda (2390 m)
- Schwierigkeit: L
- Zeitaufwand: 1½ Stunden

### Haldensteiner Calanda

#### Von der Calandahütte, durch die Ostflanke
- Ausgangspunkt: Calandahütte (2073 m)
- Schwierigkeit: B
- Zeitaufwand: 2 Stunden
- Bemerkung: Auch Winterroute

#### Von Vättis, durch die Südwestwand
- Ausgangspunkt: Vättis (940 m)
- Schwierigkeit: L
- Zeitaufwand: 4½ Stunden

#### Von Vättis, durch die Nordwestwand
- Ausgangspunkt: Vättis (940 m)
- Schwierigkeit: WS
- Zeitaufwand: 6 Stunden

#### Über Rossfallenspitz
- Ausgangspunkt: Mastrilser Alp (1755 m) oder Berger Calanda (2270 m)
- Schwierigkeit: ZS-
- Zeitaufwand: 3¾ Stunden von der Mastrilser Alp oder 2½ Stunden vom Berger Calanda

### Berger Calanda

#### Von der Südseite
- Ausgangspunkt: Mastrilser Alp (1755 m) oder Vazer Alp (1751 m)
- Schwierigkeit: B
- Zeitaufwand: 1½ Stunden

#### Über die Stelli und den Nordgrat
- Ausgangspunkt: Vättis (940 m) oder Salez (1788 m)
- Schwierigkeit: WS
- Zeitaufwand: 4¼ Stunden von Vättis oder 3¾ Stunden von Salez

## Bilder

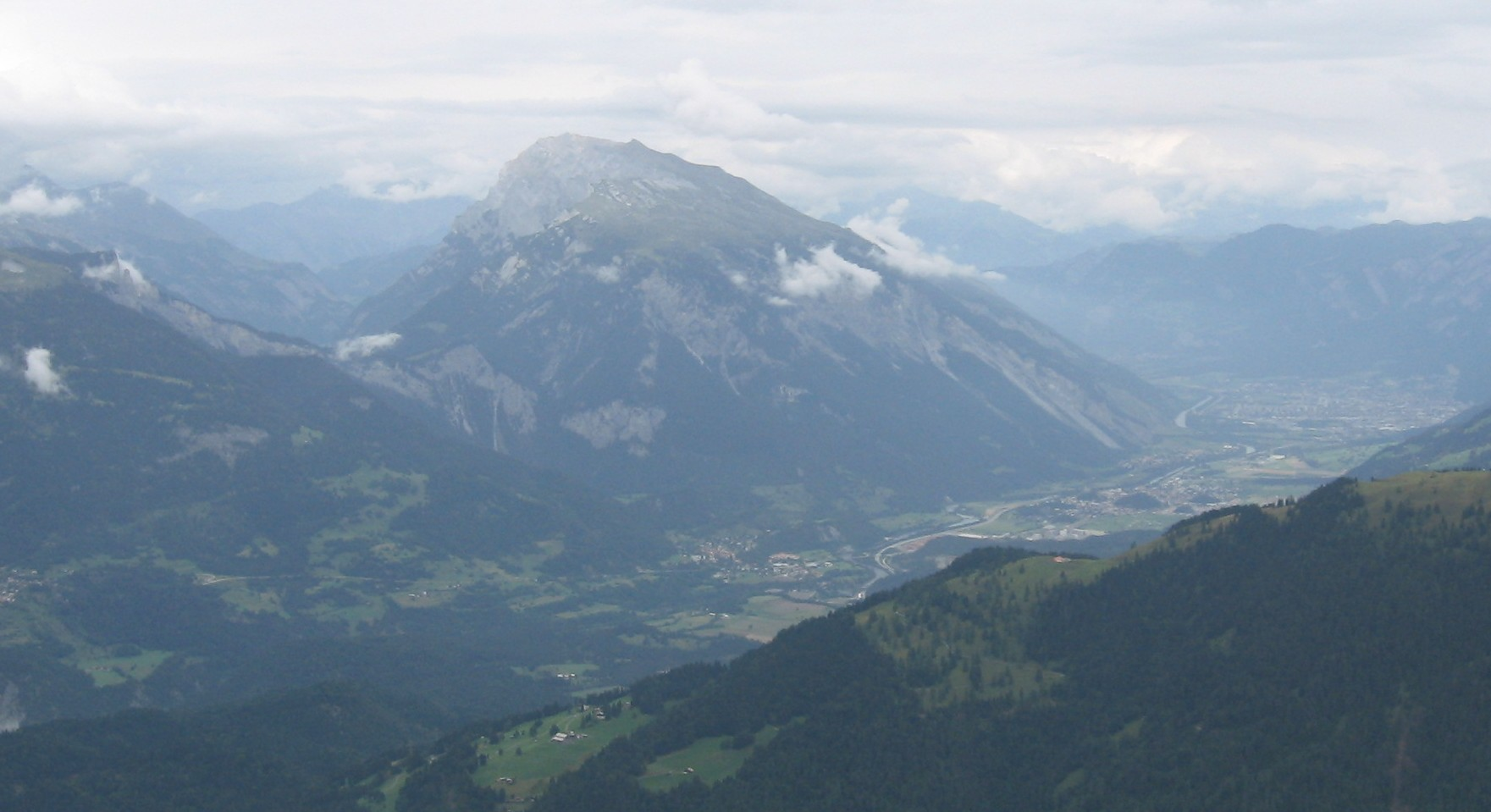
Calanda-Massiv aus SW: links Kunkelspass und Taminatal, rechts Chur
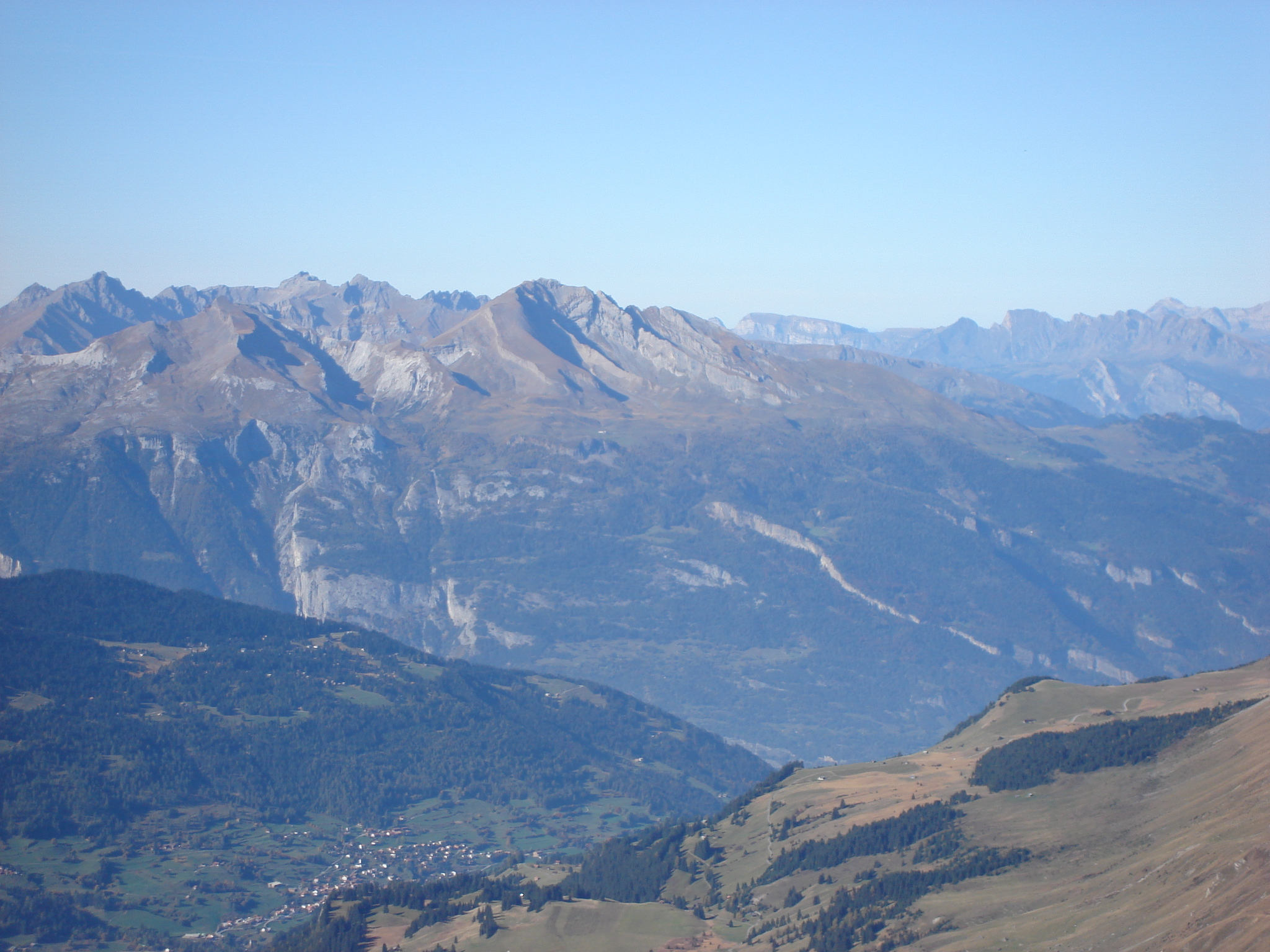
Das Calandamassiv vom Parpaner Rothorn aus gesehen
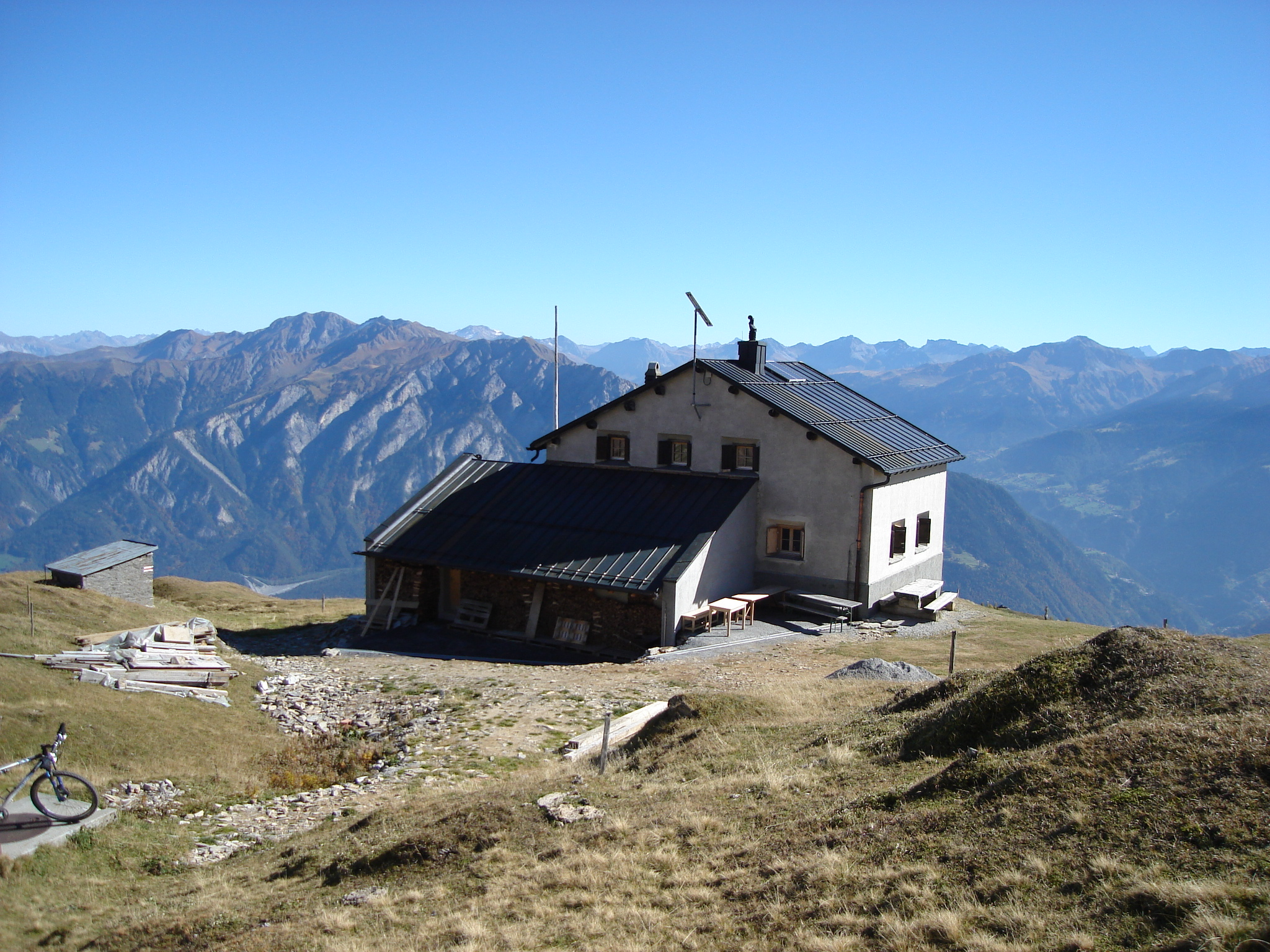
Die Calandahütte
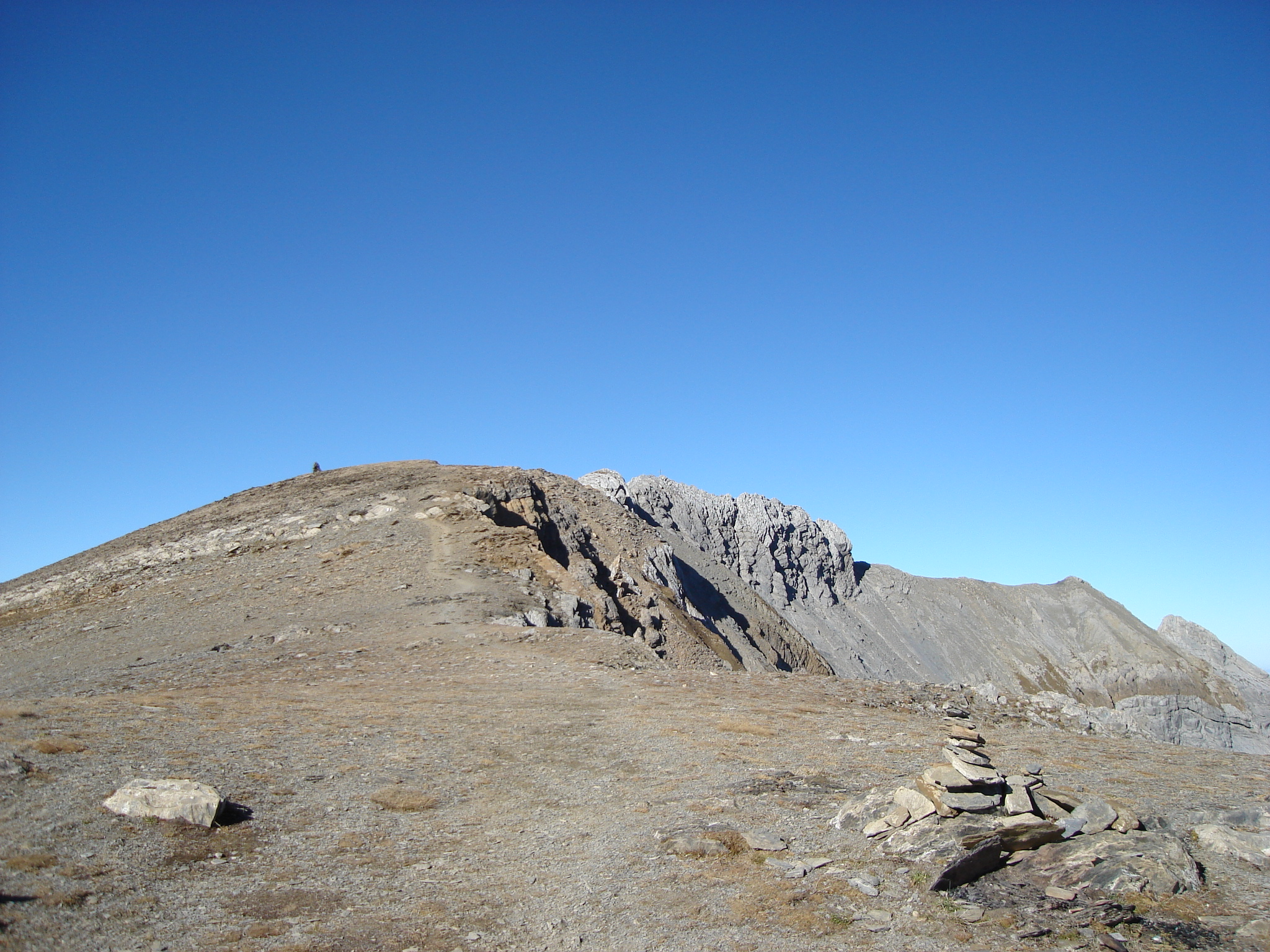
Gipfel des Haldensteiner Calanda
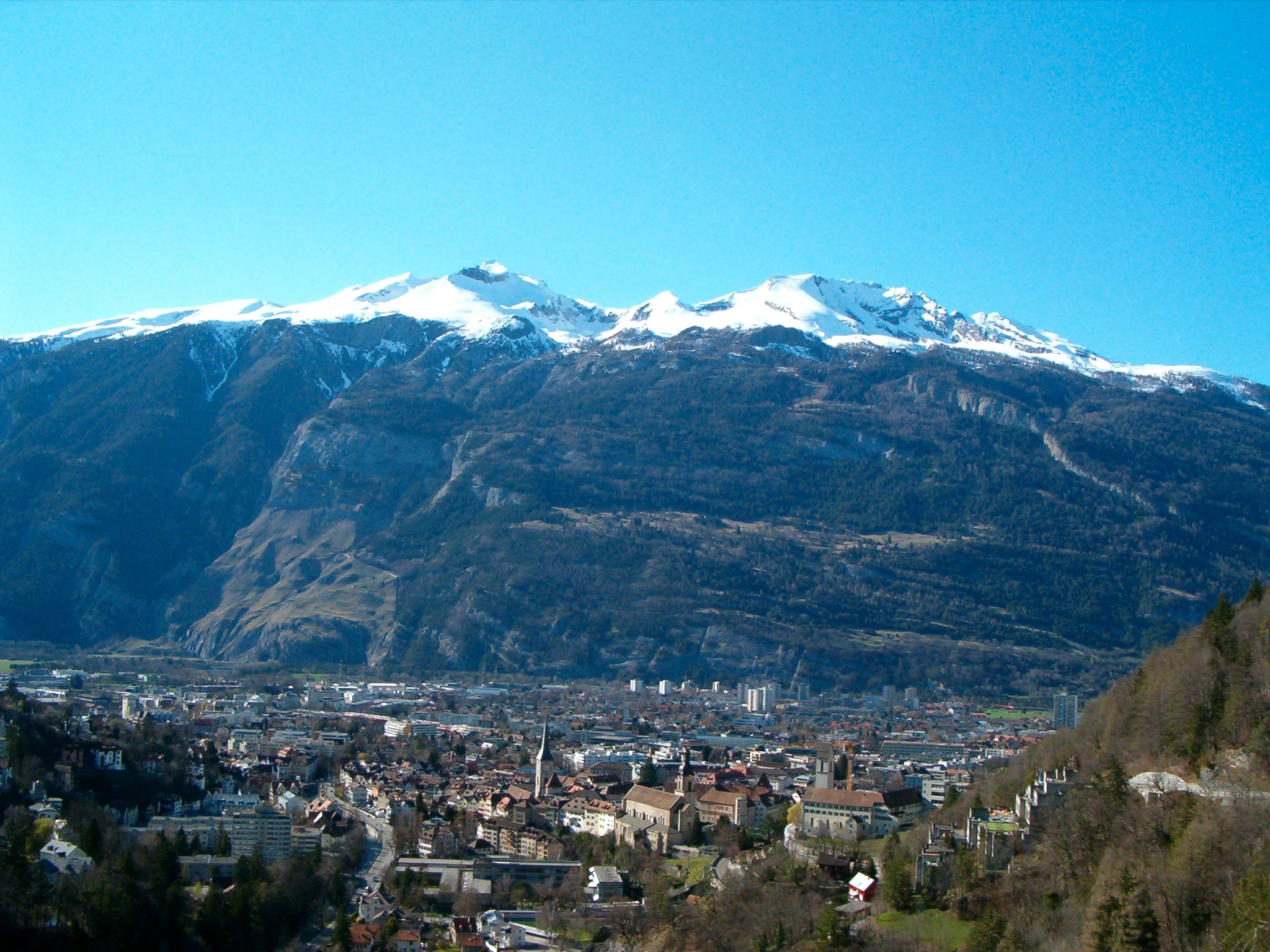
Calanda von der Schanfiggerstrasse aus gesehen
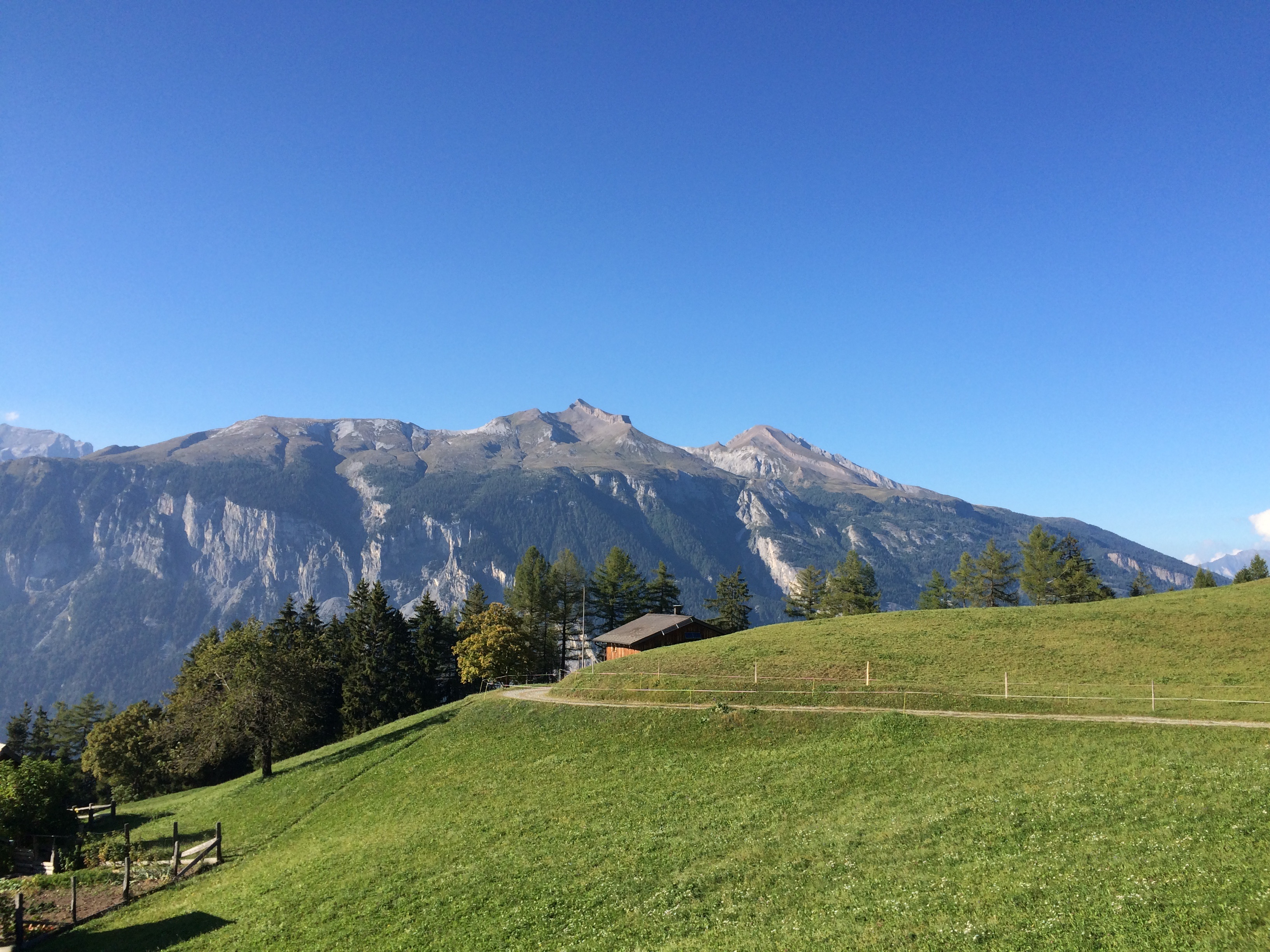
Die Calandagruppe, Ansicht von Juchs
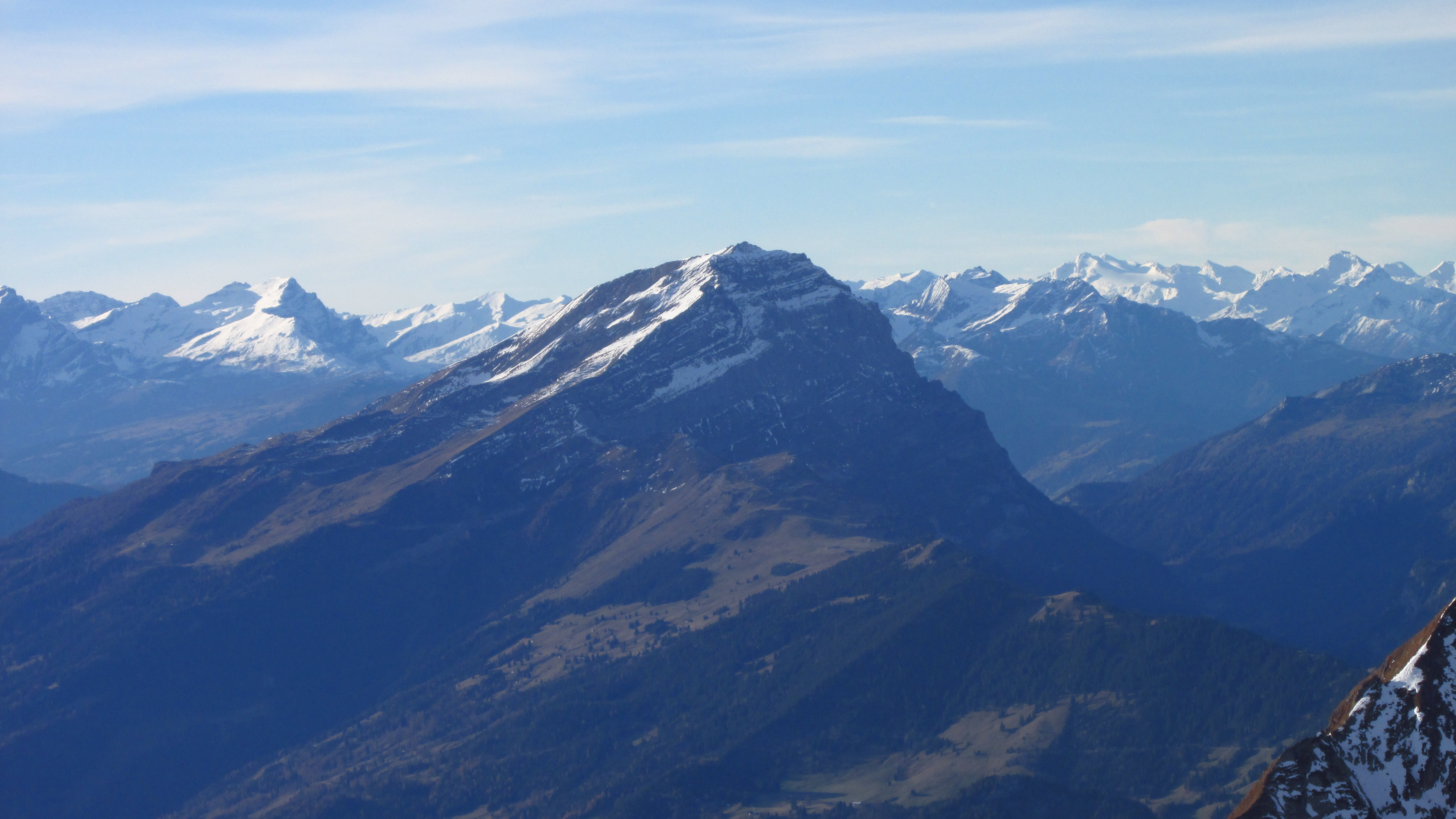
Haldensteiner Calanda vom Naafkopf